# William, o hipopótamo de faiança
"William", também conhecido como "William the Hippo", é uma estatueta de hipopótamo em faiança egípcia do Reino Médio, agora na coleção do Metropolitan Museum of Art em Nova York, onde serve como mascote informal de o Museu. Encontrado em um poço ao lado da capela da tumba do "Mordomo, Senbi", no Alto Egito. Data, estima-se, do segundo milênio antes de Cristo, produzido nos reinados de Senusret I e Senusret II . A estatueta de 20 cm em faiança egípcia, um material sem argila, tornou-se popular não apenas por sua aparência agradável, mas também porque suas características definidoras ilustram muitas das facetas mais salientes da produção artesanal no Egito antigo durante esse período.
William é apenas um dos vários objetos associados ao túmulo do "Mordomo, Senbi", que foram adquiridos pelo Metropolitan Museum em 1917. Segundo o Bulletin do museu daquele ano, esse hipopótamo é "um exemplo particularmente bom de um tipo encontrado, em comum com várias outras formas de animais, entre o mobiliário funerário de tumbas do Reino Médio" e também uma peça exemplar de faiança egípcia . William pode ser visto na Galeria 111, no Metropolitan Museum of Art, em Nova York.

## Faiança egípcia

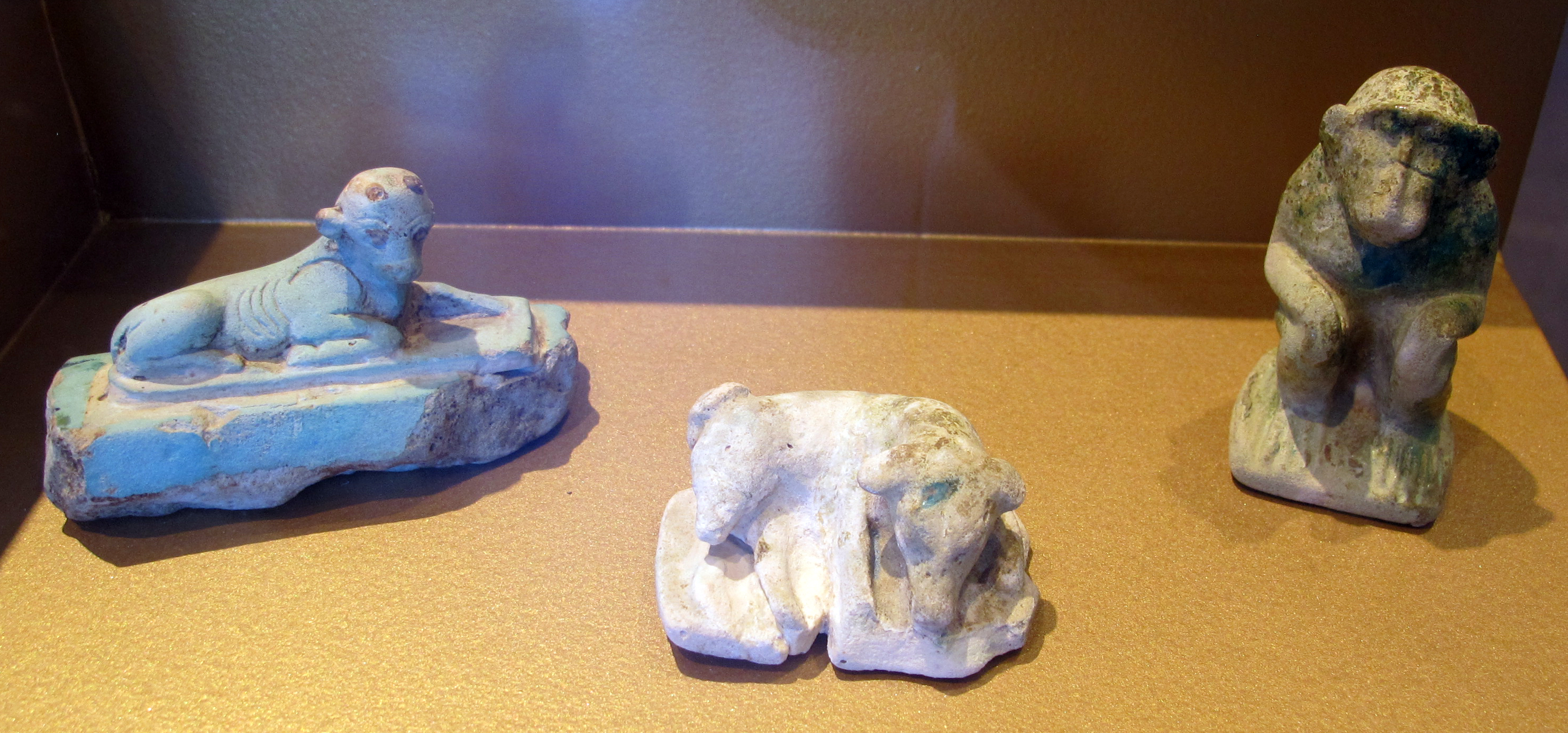
Outras peças de faiança da Décima Segunda Dinastia do Egito

Parecida com o vidro, na medida em que atinge uma aparência "vítrea", a faiança egípcia era, segundo David F. Grose, "um material feito de quartzo em pó coberto com um verdadeiro revestimento vítreo". Significativamente mais porosa e maleável do que o vidro propriamente dito, a faiança poderia ser moldada à mão ou moldada em moldes para criar vasos ou outros objetos. Embora matérias-primas semelhantes estejam envolvidas na criação de faiança e vidro (quartzo triturado ou areia misturada com cal e natron ou cinza de planta), a faiança finalmente carece da estrutura cristalina rígida do vidro moderno. Significativamente, tanto o vidro quanto a faiança foram usados, de acordo com Paul T. Nicholson, para imitar pedras semipreciosas em materiais menos dispendiosos, e ambos foram valorizados por sua beleza e durabilidade.
Esta estatueta demonstra a importância de uma variedade de estilos iconográficos nas práticas funerárias da era do Reino Médio. Como Nicholson escreve, figuras de animais eram comuns durante esse período e "figuras de hipopótamo, geralmente decoradas com plantas aquáticas, provavelmente simbolizavam as propriedades revitalizantes do Nilo". Elas podem ter algum tipo de significado religioso, pois às vezes eram associadas a uma das formas de Seth. Como nem todas as estátuas de hipopótamo dessa época foram elaboradamente pintadas, William é um exemplo particularmente importante; ele foi "coberto com uma decoração em linha preta de flores de lótus, brotos e folhas" para sinalizar seu "ambiente natural entre as planícies do Nilo". Como observado no resumo do Metropolitan Museum, o hipopótamo era um dos animais mais ameaçadores para os egípcios antigos e, nesse caso, três das pernas de William provavelmente foram quebradas propositadamente para impedir que ele danificasse os mortos na vida após a morte (o museu restaurou essas pernas).

## Nome
No início do século XX, o capitão HM Raleigh e sua família possuíam uma fotografia do hipopótamo e começaram a se referir a ele como William. Raleigh publicou um artigo sobre o hipopótamo para a revista Punch em 18 de março de 1931, no qual escreveu: "Ele é descrito na parte de trás do quadro como 'Hipopótamo com flores, brotos e folhas de lótus, XII Dinastia (cerca de 1950 aC), Série VII, Número i, Faiança egípcia'; mas para nós ele é simplesmente William". O artigo foi reimpresso no boletim do Metropolitan Museum of Art em junho de 1931, e o nome ficou.  Em 1936, o Met lançou um livro intitulado William e seus amigos: um grupo de criaturas notáveis no Metropolitan Museum of Art. Desde então, William continuou a aparecer em alguns logotipos e mercadorias de museus para crianças e adultos. O Met começou a vender reproduções de elenco de William na década de 1950,  que hoje são fabricadas por M. Hart Pottery.